# Hyperbaena columbica
Hyperbaena columbica là một loài thực vật có hoa trong họ Biển bức cát. Loài này được (Eichler) Miers mô tả khoa học đầu tiên năm 1871.